# Nihonogomphus viridis
Nihonogomphus viridis är en trollsländeart som beskrevs av Mamoru Oguma 1926. Nihonogomphus viridis ingår i släktet Nihonogomphus och familjen flodtrollsländor. IUCN kategoriserar arten globalt som livskraftig. Inga underarter finns listade i Catalogue of Life.